# الزاوية التيجانية الكبرى بفاس
الزاوية التيجانية الكبرى بفاس هي زاوية صوفية ومسجد ومَعْلَمة دينية صوفية توجد بمدينة فاس بالمغرب، بحي حومة الدرداس المعروف حاليا بالبليدة. 
تعتبر من المراكز الرئيسية للطريقة التيجانية التي أسسها أبو العباس أحمد التيجاني في أواخر القرن الثامن عشر. تأوي الزاوية ضريح أبي العباس التيجاني الذي يعتبر قبلة لزيارات مريدي الطريقة خلال فترة عيد المولد النبوي من كل أنحاء العالم، من المغرب والجزائر ومصر وإفريقيا جنوب الصحراء، وخصوصا السنغال.
منذ 2007 تحتضن الزاوية بشكل دوري ملتقى دوليا للطريقة التيجانية، شارك فيه سنة 2014 صوفيون منتسبون للطريقة من 47 بلداً.

## تاريخ
قبل بناء الزاوية كان أبو العباس التيجاني يتخذ منزله في مدينة فاس كفضاء للعبادة والذكر رفقة مريديه. قرر بناء الزاوية سنة 1800 واشترى بيتا خربا مهجورا، كان يتجمع فيه المجاذيب للذكر، في حي حومة الدرداس تتوسطه كرمة كبيرة، وهي الشجرة التي سيدفن في موضعها لاحقا. احتج بعض مناوئيه على عملية البناء ورفعوا الأمر لدى السلطان مولاي سليمان الذي لم يقبل تظلماتهم وأجاز العملية بل وساهم ماديا في عملية بناء الزاوية.
انطلقت عملية البناء في شهر ربيع الأول لسنة 1800 وكانت اللزاوية في شكلها الأولي مكونة من فضائين: الأول الذي يأوي الضريح ويمتد إلى غاية الصومعة الحالية والثاني يمتد إلى باب الجياد.
ستمتد الزاوية لاحقا إلى غاية جامع لارنجة من جهة وإلى درب جنيارة من الجهة الأخرى وستوضع لها 8 ابواب. يزعم المريدون التيجانيون بأن أبا العباس التيجاني كان قد تنبأ بهذا التوسع قيد حياته.
نظرا لمكانة الزاوية وأهميتها الروحية والسياسية، اعتنى بها سلاطين المغرب بعد وفاة أبي العباس التيجاني سنة 1815 وشملت عمليات التوسيع والإضافات الصحن وزخرفة الضريح والصومعة بالزليج الأخضر ونقوش تتضمن أبيات مديح نبوي.